# Nörd-Vistträsket
Nörd-Vistträsket är en sjö i Älvsbyns kommun i Norrbotten och ingår i Piteälvens huvudavrinningsområde. Sjön har en area på 3,48 kvadratkilometer och ligger 104,9 meter över havet. Sjön avvattnas av vattendraget Vistån (Kvarnbäcken).

## Delavrinningsområde
Nörd-Vistträsket ingår i det delavrinningsområde (729833-172010) som SMHI kallar för Utloppet av Nörd-Vistträsket. Medelhöjden är 106 meter över havet och ytan är 9,84 kvadratkilometer. Räknas de 96 avrinningsområdena uppströms in blir den ackumulerade arean 938,84 kvadratkilometer. Vistån (Kvarnbäcken) som avvattnar avrinningsområdet har biflödesordning 2, vilket innebär att vattnet flödar genom totalt 2 vattendrag innan det når havet efter 86 kilometer. Avrinningsområdet består mestadels av skog (32 procent) och sankmarker (22 procent). Avrinningsområdet har 3,46 kvadratkilometer vattenytor vilket ger det en sjöprocent på 35,1 procent. Bebyggelsen i området täcker en yta av 0,14 kvadratkilometer eller 1 procent av avrinningsområdet.